# 杜龐特 (喬治亞州)
杜龐特（英語：Du Pont）是一個位於美國喬治亞州克林奇縣的城鎮。

## 地理
杜龐特的座標為30°59′24″N 82°52′18″W / 30.99000°N 82.87167°W，而該地的平均海拔高度為56米（即184英尺）。

## 人口
根據2010年美國人口普查的數據，杜龐特的面積為2.00平方千米，當中陸地面積為2.00平方千米，而水域面積為0.00平方千米。當地共有人口120人，而人口密度為每平方千米60人。